# Aizpilleta
Aizpilleta es un despoblado que actualmente forma parte de la localidad de Musitu del concejo de Real Valle de Laminoria y del concejo de Onraita, que está situados en el municipio de Arraya-Maestu, en la provincia de Álava, País Vasco (España).

## Toponimia
A lo largo de los siglos ha sido conocido con los nombres de Haizpilleta y Aizpilleta.

## Historia
Documentado desde 1025 (reja de San Millán), formaba parte de la Hermandad de Arraya.